# جائزة وولف
جائزة وولف (بالإنجليزية: Wolf Prize)‏ هي جائزة دولية تُمنح في إسرائيل منذ عام 1978 للعلماء والفنانين الذي قدموا إنجازات في مصلحة البشرية والعلاقات الودية بين الناس، بغض النظر عن الجنسية، العرق، اللون، الدين، الجنس أو الآراء السياسية.

## تاريخ
تمنح هذه الجائزة في إسرائيل من قبل مؤسسة وولف التي أسسها الدكتور ريكاردو وولف وهو مخترع ألماني المولد وسفير سابق لدولة كوبا إلى إسرائيل.
وتمنح الجائزة في ستة مجالات هي: الزراعة، الكيمياء، الرياضيات، الطب، الفيزياء، والفنون. كل جائزة تتكون من دبلوم ومبلغ 100 ألف دولار أمريكي.
جوائز وولف للفيزياء والكيمياء غالبا ما تعد أهم الجوائز في تلك المجالات بعد جائزة نوبل. وقد اكتسبت جائزة وولف في الفيزياء سمعة كونها غالبا ما تحدد الفائزين القادمين بجائزة نوبل من بين الـ26 جائزة الممنوحة بين عامين 1978 و2010، أربعة عشر من الفائزين حصلوا على جائزة نوبل، وخمسة منهم في السنة التالية.